# Баришніков Євген Віталійович
Євге́н Віта́лійович Бари́шніков (1 серпня 1988, Дніпропетровськ) — український футболіст, колишній півзахисник юнацької і молодіжної збірних команд України.

## Клубна кар'єра
Вихованець футбольної школи дніпропетровського «Дніпра», з 2005 року почав залучатися до ігор команди дублерів клубу, що виступає у першості дублерів.
2008 року перебував в оренді у клубі «Нафтовик-Укрнафта» з Охтирки, у складі якого 20 квітня 2008 року дебютував у матчах елітного дивізіону чемпіонату України, вийшовши на заміну у грі проти київського «Динамо». За результатами сезону 2007–2008 охтирський клуб полишив вищу лігу і подальші виступи гравця у його складі відбувалися у матчах першої ліги. Усього відіграв за «Нафтовик» 12 матчів, відзначився одним забитим голом.
Повернувшись до Дніпропетровська, далі грав за команду дублерів.
Першу половину сезону 2011/12 грав на правах оренди у криворізькому «Кривбасі», проте і тут грав виключно в команді дублерів і в кінці року повернувся до «Дніпра».
З 2012 року — вільний агент.

## Виступи за збірну
У вересні 2006 року провів дві гри у складі юнацької збірної України U-19. 
За півтора року, в лютому 2008, був викликаний до табору молодіжної збірної України, у складі якої також відіграв у двох матчах.